# Robbie Lee
Robbie Scott Lee (2 gennaio 2005) è un tuffatore britannico.

## Biografia
Si è messo in mostra ai mondiali giovanili di tuffi di Montréal 2022, dove ha vinto il bronzo nella Piattaforma A, dietro al canadese Matt Cullen e al brasiliano Diogo Silva, l'argento nel sincro 10m A/B con il connazionale Euan McCabe e il bronzo nella gara a squadre mista, assieme a Andrea Spendolini-Sirieix e Oscar Kane. Agli europei giovanili di Otopeni 2022 ha guadagnato l'oro nel sincro 10 m, con Euan McCabe, e il bronzo nella piattaforma A, dietro al tedesco Jaden Eikermann e all'italiano Francesco Casalini.
Ai III Giochi europei di Cracovia 2003 si è laureato vicecampione continentale nella piattaforma 10 m maschile, terminando la gara alle spalle del tedesco Timo Barthel. La vittoria gli ha attribuito anche il titolo di campione europeo di tuffi, essendo il campionato integrato nei Giochi europei. Nel 2024 vince la medaglia d'oro nella piattaforma 10m agli europei di Belgrado.

## Palmarès
- Europei

Belgrado 2024: oro nella piattaforma 10m.
- Giochi europei

Rzeszów 2023: oro nel sincro 10m maschile e nel sincro 10m misto.
- Mondiali giovanili

Montréal 2022: argento nel sincro 10m, bronzo nella piattaforma 10m e nella gara a squadre mista.
- Europei giovanili

Otopeni 2022: oro nel sincro 10m, bronzo nella piattaforma 10m.